# William J. Florence
William J. Florence (26 juillet 1831 - 19 novembre 1891) est un acteur et un dramaturge américain connu pour avoir été le cofondateur de la société maçonnique des Shriners avec Walter M. Fleming. 
Pendant longtemps, il travaille au théâtre de Bowery à New York. Issu d'une grande famille irlando-américaine, il fait sa réputation avec la pièce A Row at the Lyceum en 1851, après quoi il a des premiers rôles dans Dombey and Son, The Ticket-of-Leave Man et The Rivals.
Son nom à la naissance est Conlin, mais comme il aimait tant la ville de Florence, il adopte ce nom, qu'il garde pendant toute sa carrière. Il est l'un des seuls Américains à être récompensé par la société d'histoire dramatique en France. 
Son associé Joseph Jefferson joue avec lui lors de sa dernière représentation au théâtre avant qu'il ne meure en 1891.